# Metadone

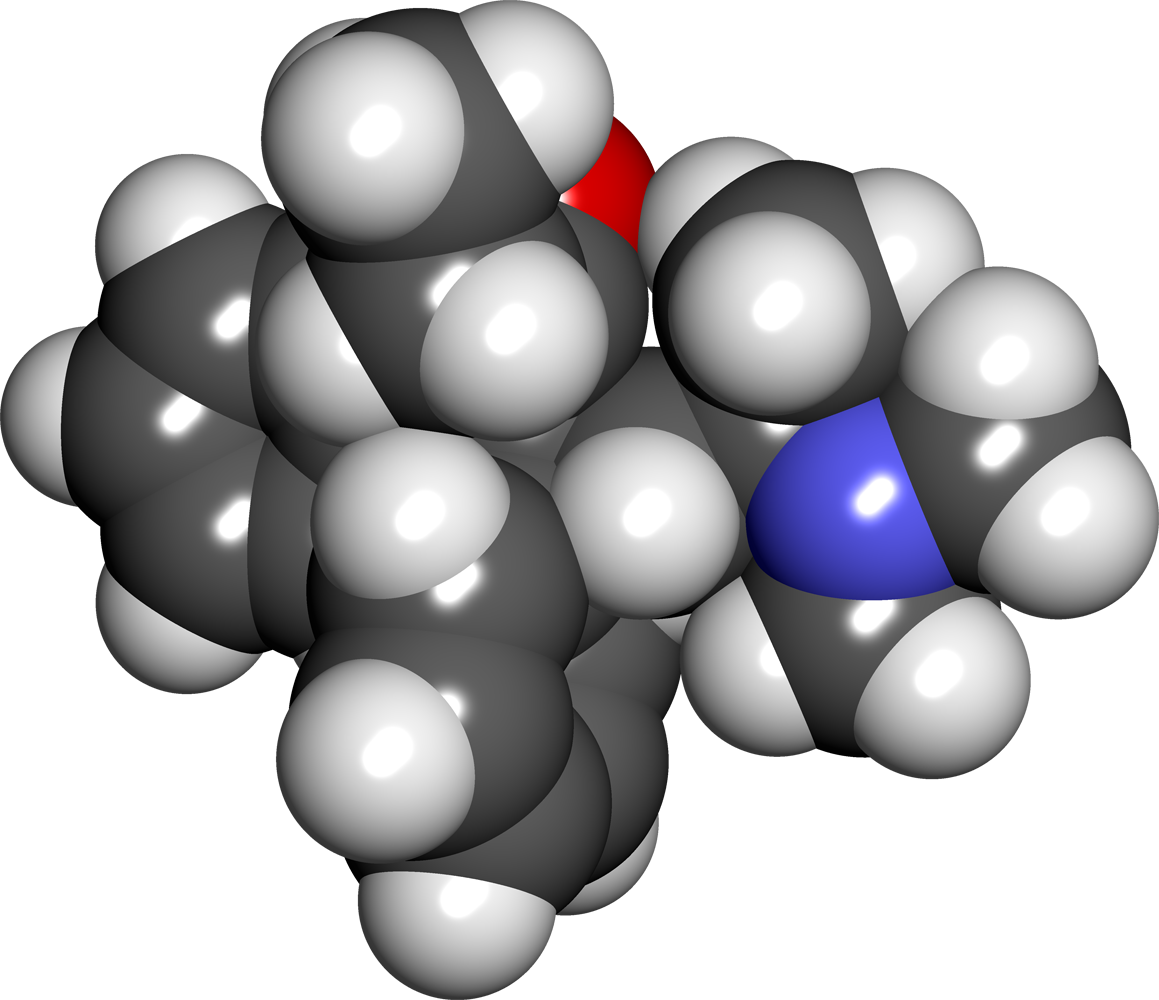
La molecola di metadone secondo le sfere di Van de Waals

Il metadone (noto con diversi nomi, tra cui: Polamidon, Eptadone, Dolophine, ecc.) è un oppioide sintetico, usato in medicina come analgesico nelle cure palliative e utilizzato per ridurre l'assuefazione nella terapia sostitutiva della dipendenza da stupefacenti.
È stato sintetizzato in Germania nel 1937; pur chimicamente differente dalla morfina o dall'eroina, agisce come queste primariamente sul μ-recettore degli oppiodi (agonista puro) con effetti clinici simili.
Il metadone è utilizzato utilmente nel controllo del dolore cronico per la sua lunga durata d'azione ed il basso costo. Inoltre, da molti anni, viene usato nel trattamento della dipendenza da oppiacei, pur essendo noto il suo potenziale rischio di dipendenza e tolleranza farmacologica.
La sindrome di astinenza da metadone, pur qualitativamente simile a quella della morfina, ha un esordio più lento ma più prolungato e con una sintomatologia simile.
Nel 2005 l'Organizzazione mondiale della sanità (WHO) lo ha incluso nella lista dei farmaci essenziali; ciò, anche, per la ben documentata efficacia nella terapia delle tossicodipendenze.

## Storia
Nel 1932 fu scoperta la petidina (chiamata Pethidine, Dolantin, Demerol, Dolosal. etc.), da parte di O. Eisleb e O. Schaumann, dopo decenni di ricerca su composti di origine vegetale petidino-simili, grazie anche ad una dose di fortuna e sagacia farmacologica. La novità della scoperta sta nel fatto che la petidina fu la prima molecola analgesica chimicamente non correlata alla struttura della morfina.
Successivamente Max Bockmühl e Gustav Ehrhart lavorarono su composti con una struttura simile alla petidina (Dolantin) nella speranza di trovare una sostanza che fosse solubile in acqua ed utilizzabile come ipnotico e che fosse anche in grado di rallentare il transito gastrointestinale per facilitare la chirurgia.
I due dipendenti della IG Farbenindustrie a Höchst-Am-Main, in Germania, sviluppano così il metadone, che fu poi brevettato l'11 settembre 1941.
La sostanza fu usata e preferita alla petidina, come sostituto della morfina, solo durante la II guerra mondiale quando era divenuto difficile trovare la petidina in Germania. Per la mancanza di correlazione chimica con la morfina e per gli effetti collaterali diversi, non venne riconosciuta come un analgesico; si dovettero aspettare le ricerche successive alla II guerra mondiale per comprendere il potenziale terapeutico di questa sostanza.
Il nome è erroneamente ritenuto tragga origine da "adolfina" in onore di Adolf Hitler, ma ciò è solo una leggenda metropolitana. Il nome Dolophine, infatti, deriva dalla unione delle parole francesi Dolor e fin, esso è sempre stato un marchio registrato di Eli Lilly; è ancor oggi usato con lo stesso nome.
Dopo la guerra il brevetto del farmaco fu espropriato come risarcimento per i danni di guerra e i documenti vennero esportati negli Stati Uniti. Nel 1947 la società farmaceutica statunitense Eli Lilly con il nome di Dolophine lo introdusse nel mercato USA e successivamente in altri paesi nel mondo. In Germania il farmaco fu reintrodotto nel 1949 con il nome di Polamidon, dalla Hoechst AG, erede della IG Farben, oggi confluita in Sanofi Aventis.
Dal 1960 il metadone negli USA è usato come sostanza utile nella terapia della tossicodipendenza da oppiacei e nella risoluzione degli stati di assuefazione agli oppiacei in generale, partendo dal presupposto scientifico che la dipendenza agli oppioidi va trattata alla stregua di una malattia metabolica, acquisita, del sistema oppioide cerebrale connesso al cosiddetto circuito della gratificazione-motivazione; e che tende alla remissione in condizioni di trattamento con dosi gradualmente crescenti di un oppiaceo a lenta e duratura azione, fino ad una dose di mantenimento con cui il soggetto è mantenuto in una condizione di refrattarietà all'effetto dell'eroina (o altri oppiacei). Tale metodo, detta del "blocco narcotico", elaborata da Dole e Nyswander, è consentito dal fatto che il soggetto si assuefa ad una parte degli effetti, compresi quelli narcotici. E inoltre verosimile un diretto effetto sul desiderio, presente anche senza livelli di assuefazione da "blocco narcotico", che contribuisce all'effetto di soppressione del desiderio patologico tramite l'attivazione tonica del recettore oppioidergico mu
I soggetti sono quindi indotti ad un livello di assuefazione (tolleranza) tale da non poter sentire gli effetti di alte dosi di eroina, senza avere effetti narcotici dal metadone, ma avendone invece ancora altri, tra cui quello terapeutico diretto contro il desiderio di eroina. Erroneamente indicati come "sostitutivi", gli oppiacei in questa funzione terapeutica sono utili proprio in quanto diversi nel rapporto col sistema nervoso centrale: attraverso l'azione sulle stesse strutture, ma con modalità diversa (farmacocinetica tonica) è possibile quindi tenere il soggetto trattato in una condizione di ridotto desiderio e/o di blocco narcotico, con effetto di portare ad estinzione il desiderio di droga e prevenire le ricadute. I programmi metadonici, partiti dagli USA, successivamente sono stati variamente ripresi nel mondo, e secondo lo stesso principio sono stati sviluppati altri presidi medici oppiacei, come la stessa morfina ed eroina a lento rilascio, e la buprenorfina sublinguale.
In Italia sin dall'agosto del 1980 viene utilizzato come sostituto dell'eroina contro i sintomi somatici dovuti all'astinenza che possono essere presenti durante il trattamento per la tossicodipendenza o l'assuefazione ad altri oppioidi.
Significativamente, inoltre, da alcuni decenni anche in Italia la sostanza farmacologica trova un utile impiego nella terapie del dolore oncologico o cronico incoercibile, in alternativa alla morfina, ossicodone, idromorfone e fentanyl.

## Caratteristiche strutturali e fisiche

### Sintesi del composto

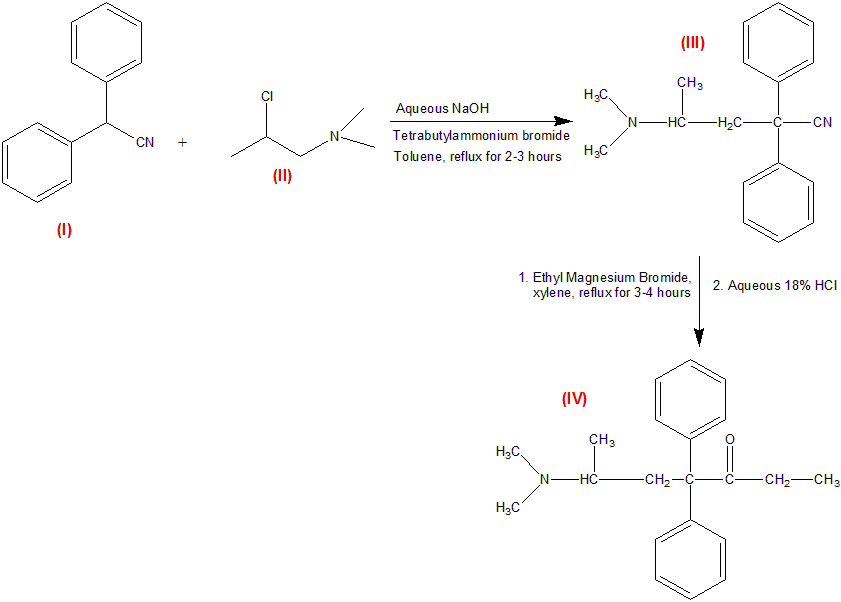
Sintesi del metadone secondo il brevetto: US Patent # 4242274 (Taylor, 1980)4242274 - Google Search

Il metadone è prodotto interamente per via sintetica, a differenza dell'eroina che è ottenuta da sostanze semi-naturali prodotte sinteticamente dagli alcaloidi dell'oppio, come la morfina.
Chimicamente e strutturalmente si differenzia nettamente dalla morfina e dalla eroina. Il processo di sintesi chimica del metadone racemico è abbastanza semplice, si ottiene a partire dal nitrile con la sintesi di Kolbe e con il difenilacetonitrile che è facilmente disponibile.
Si può ottenere la formazione di un racemo L-(+) con l'acido tartarico.
Chimicamente correlate al metadone vi sono le seguenti molecole:
- Metadone (4,4-diphenyl-6-dimethylaminoheptanone-3,6- dimethylamino-4,4-diphenyl-3-heptanone);
- Isometadone (4,4-diphenyl-5-methyl-dimethylaminohexa-none-3, 6-dimethylamino-5-methyl-4,4-diphenyl-3-hexanone);
- Alfa-metadol (α-4,4-diphenyl-6-dimethylaminoheptanol- 3, α-6-dimethylamino-4,4-diphenyl-3-heptanol);
- Beta-metadol (β-4,4-diphenyl-6-dimethylamino-3-heptanol, β-6-dimethylamino-4,4-diphenyl-3-heptanol);
- Alfa-acetilmetadol (α-4,4-diphenyl-6-dimethylamino-3-acetoxyheptane, α-6-dimethylamino-4,4-diphenyl-3-acetoxyheptane);
- Beta-acetilmetadol (β-4,4-diphenyl-4-dimethylamino-3-acetoxyheptane, β 6-dimethylamino-4,4-diphenyl-3-acetoxyheptane);
- Fenadoxone (4,4-diphenyl-6-morpholinoheptanone-3, 6- morpholino-4,4-diphenyl-3-heptanone);
- 4,4-Difenil-6-dimetilamino-3-exanone;
- 4-Morfolino-2,2-difenil. etil butirato (etil-2,2-difenil-4-morfolinobutirato);
- 4-Dimetilamino-l,2-difenil-3-metil-2-propionossibutano;
- 4,4-Difenil-6-piperidino-3-eptanone (6-piperidino-4,4- difenileptan-3-one).

### Reattività e caratteristiche chimiche
Si presenta in forma di cristalli incolori e inodori o sotto forma di polvere bianca cristallina.
Solubile in acqua, facilmente solubile in alcool e in cloroformio, praticamente insolubile in etere e in glicerolo. Il pH di una soluzione all'1% in acqua è compreso tra 4,5 e 6,5. Va conservato in contenitori ermeticamente chiusi ad una temperatura di 25 °C, le escursioni consentite vanno da 15 gradi a 30 °C. Va protetto dalla luce.
Il metadone è una sostanza chirale, pertanto, si presenta come una miscela racemica di due molecole speculari (enantiomeri) in rapporto reciproco di 1:1, rispettivamente la forma levogira di metadone (L)-metadone e la forma destrogira (D)-metadone (in senso orario). La forma destrogira possiede le potenti proprietà antitosse, ma è privo quasi del tutto di proprietà analgesiche; ne consegue che il L-Polamidon (levometadone) è a parità di dose circa due volte più efficace come analgesico, della forma racemica di metadone.
L'enantiomero puro ha un punto di ebollizione a 100 °C; la miscela racemica (eutettica) si scioglie prima con un punto di fusione di 77 °C. Gli enantiomeri puri come il metadone cloridrato hanno un punto di ebollizione a 248 °C; mentre nel caso della miscela di enantiomeri 1:1, il punto di fusione è 237 °C.

#### Incompatibilità chimica
L'iniezione di metadone cloridrato è stata segnalata essere fisicamente e/o chimicamente incompatibile con soluzioni contenenti: aminofillina, cloruro di ammonio, sodio amobarbital, sodio clorotiazide, sodio fenitoina, eparina sodica, meticillina sodica, sodio nitrofurantoina, sodio pentobarbital, fenobarbital sodico, bicarbonato di sodio e sodio tiopentale.

## Farmacocinetica

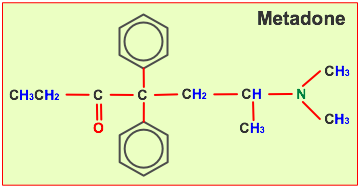
Metadone

Il metadone cloridrato è immediatamente assorbito nel tratto gastrointestinale o dopo un'iniezione sottocutanea o intramuscolare. È ampiamente distribuito nei tessuti, si diffonde attraverso la placenta, ed è distribuito nel latte materno. La percentuale di legame con le proteine plasmatiche è elevata. Viene metabolizzato a livello epatico, principalmente con una N-demetilazione e ciclizzazione, e i metaboliti sono escreti nella bile e nelle urine. Il metabolismo è principalmente catalizzato dal CYP3A4, benché altri isoenzimi del citocromo P450 anche possono avere un ruolo. Ha una lunga emivita ed è soggetto ad accumulo.
La farmacocinetica del metadone è particolare per il fatto di avere una lunga emivita di eliminazione, con conseguente accumulo a seguito di dosi ripetute, con ampie variazioni interindividuali, che possono essere nell'ordine di grandezza di un fattore di 100 (da 4 a 130 ore). Ciò per la diversa variabilità genetica tra gli individui riguardo alla produzione degli isoenzimi CYP3A4, CYP2B6 e CYP2D6; inoltre molte sostanze interferiscono con questi, alterando la emivita del farmaco.
Il metadone oltre alle notevoli variazioni interindividuali ha differenze nella farmacocinetica anche a seguito di dosi singole piuttosto che multiple.
L'emivita di eliminazione, infatti, varia notevolmente da 15 a 60 ore, e può essere molto più lunga della 18 ore dichiarate a seguito di una singola dose. Una fine regolazione del dosaggio per ogni singolo paziente è necessaria con le somministrazioni ripetute.
La maggior parte degli studi di farmacocinetica sono stati fatti su soggetti tossicodipendenti.
L'enantiomero levogiro (L-metadone) mostra una affinità dieci volte maggiore per il recettore μ, con una potenza analgesica stimata da 8 a 50 volte maggiore rispetto a D-metadone.
Tuttavia, entrambi gli enantiomeri si legano a i recettori NMDA. Allo stesso modo l'effetto terapeutico desiderato del farmaco: l'analgesia e la soppressione di sindrome di astinenza, si trovano quasi interamente con il R-isomero.

### Assorbimento
La principale via di somministrazione del metadone è quella orale, infatti, viene rapidamente assorbito dopo somministrazione per via orale ed ha un'alta biodisponibilità orale. Dopo 30 minuti si ritrova nel plasma; il picco ematico è raggiunto dopo circa 4 ore con una dose singola sotto forma di compresse.
Il metadone può essere assorbito dalla mucosa buccale. Il picco di concentrazione nel SNC si ottiene dopo 1-2 ore a seguito di una somministrazione intramuscolare o sottocutanea; con queste somministrazioni vi è una relazione lineare tra efficacia e dose somministrata.

### Distribuzione
Il metadone subisce una notevole distribuzione nei tessuti e il legame proteico è del 60-90%, in particolare con la glicoproteina α1-acida.

### Metabolismo
Il metadone ha due principali metaboliti:
- 2-etilidine-1, 5-dimetil-3,3-difenilpirrolidine (EDDP),
- 2-etil-3,3-difenl-5-metilpirrolidine,

sono entrambi inattivati nel fegato.
Altri metaboliti, sono stati descritti e tra questi il metadolo e il normetadol.
È metabolizzato dagli enzimi CYP3A4, CYP2B6 e CYP2D6, con una grande variabilità tra individui.
Il N-demetilato dal CYP 3A4 è un metabolita inattivo del metadone.
Il fegato può anche essere un importante sito di accumulo del metadone, che non modificato può spesso essere riciclato nel plasma con ricircolo enteroepatico. Ciò rende difficile la gestione della posologia del farmaco, in quanto questo serbatoio naturale può modificare la cinetica plasmatica del farmaco somministrato ripetutamente.

### Eliminazione
I metaboliti vengono escreti con le feci e urine insieme con il metadone non metabolizzato.
L'escrezione urinaria di metadone è pH-dipendente, minore è il pH maggiore è l'eliminazione.

## Farmacodinamica

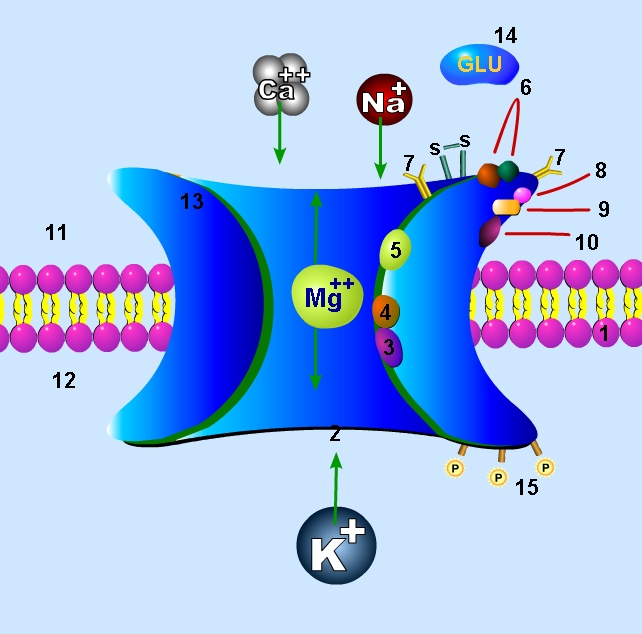
Legenda
1.Membrana cellulare
2.Canale bloccato dal Mg2+ con il blocco del sito (3)
3.Sito Bloccato dal Mg2+
4.Sito di legame per gli allucinogeni
5.Sito di legame per lo Zn2+
6.Sito di legame pergli agonisti(glutamato) e/o antagonisti ligandi(APV)
7.Sito di glicosilazione
8.Sito legante protoni
9.Sito legante la glicina
10.Sito legante le poliammine
11.Spazio extracellulare
12.Spazio intracellualre
13.Subunità del complesso
Il metadone agisce sul complesso recettore ionoforo per il NMDA, su cui agisce il glutammato; essendo questo un mediatore chimico ad azione eccitatoria, il blocco competitivo di questo recettore, operato dal metadone, determina azioni antieccitatorie (si riduce la trasmissione elettrica).

Il metadone approssimativamente ha una potenza equianalgesica pari a 3-4 volte quella della morfina, ma provoca meno euforia ed ha una più duratura azione farmacologica; è molto meglio assorbito rispetto alla morfina e come essa determina stipsi e incrementa la pressione biliare. Inoltre, induce come la morfina dipendenza fisica.
L'impiego principale in algologia del metadone è nei pazienti con dolore oncologico e/o non rispondenti alle morfina o altri oppiacei forti. Inoltre, quando vi sono effetti avversi agli altri oppioidi viene comunemente usato in rotazione con gli oppioidi.
Esso possiede diversi vantaggi sia farmacodinamici che farmacocinetici in confronto agli altri oppioidi, quali: un'alta biodisponibilità sia orale che rettale, un'attività analgesica multimodale con un'analgesia di lunga durata, una mancanza di metaboliti attivi, un'escrezione prevalentemente fecale, un basso costo e solamente un debole effetto immunosoppressivo. Al contrario gli svantaggi sono l'alto legame con le proteine plasmatiche e la lunga e variabile emivita plasmatica, un ampio metabolismo con il citocromo P450 e le conseguenti numerose interazioni farmacologiche, la difficoltà nel trovare la dose equianalgesica con gli altri oppioidi ed infine quando somministrato per via sottocutanea la comparsa di reazioni locali. La possibile comparsa di un prolungamento dell'intervallo QT, effetto collaterale che può condurre ad aritmie potenzialmente fatali, è da imputarsi solo all'enantiomero destrogiro del metadone, mentre non si presenta con l'uso del solo L-metadone.
Il metadone è un oppiaceo sintetico unico per le sue caratteristiche farmacologiche. Le differenze più importanti con gli altri oppioidi sono, in primo luogo la sua notevolissima biodisponibilità orale che arriva fino al 90%, inoltre, può essere rilevato nel plasma dopo 30 minuti la somministrazione orale, con livelli plasmatici di picco dopo 4-6 ore. Ciò al contrario dei farmaci oppioidi che hanno un assorbimento scadente e irregolare.
In secondo luogo, è la sua variabile e prolungata durata d'azione che può oscillare tra le 12 a le 150 ore dopo una singola dose. Lo steady state può essere raggiunto dopo un giorno o dopo una settimana e ciò può essere spiegato dalle variazioni del citocromo P450 3A (CYP3A) e dall'attività di legame con α1-lipoproteina.
Per questi motivi il metadone è inadatto come trattamento di prima linea nel dolore acuto. Inoltre la sua tossicità ritardata può perdurare anche dopo la sospensione dello stesso, a causa del suo accumulo nei compartimenti extra vascolari.

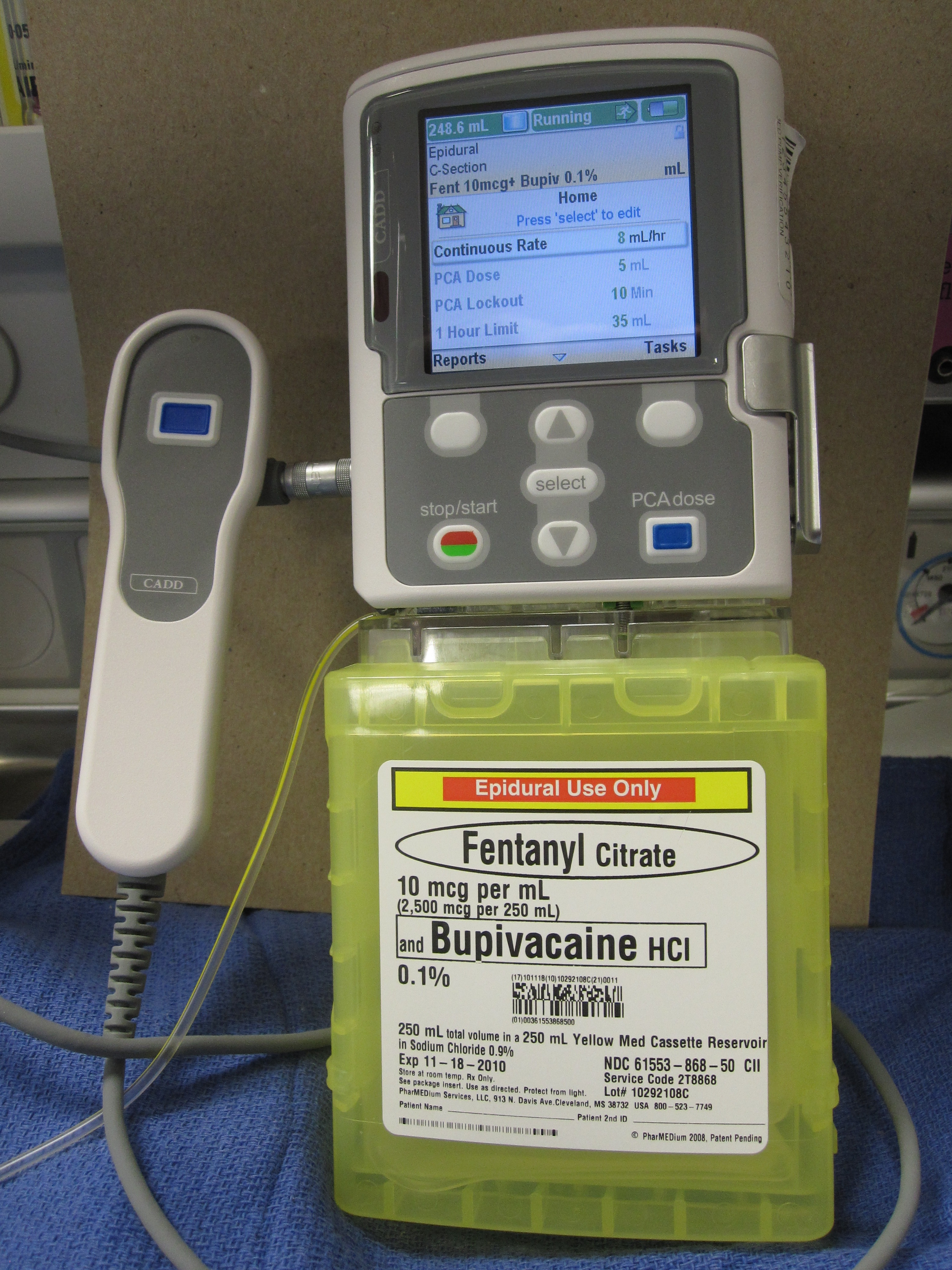
Una pompa PCA (patient-controlled analgesia infusion pump), configurata per la somministrazione epidurale di fentanil e bupivacaina per una terapia analgesica post-operatoria

Però il suo particolare profilo farmacocinetico permette la somministrazione una volta al giorno in soggetti con astinenza da oppiacei.
Ancora è molto utile nei programmi di rotazione degli oppioidi in quanto sembra esserci solo una tolleranza parziale con gli altri agonisti oppioidi. Ciò permette il rescue (salvataggio) del soggetto che non risponde più ad un altro oppioide.
Agisce, oltre che sul recettore μ, anche sui recettori NMDA (recettori ionotropici del glutammato). Quest'azione è ben documentata e si è rivelata di grande utilità nel dolore neuropatico dove è possibile usare il metadone con successo. In realtà il farmaco è anche usato in questo tipo di dolore, ma viene soprattutto usato nel dolore cronico oncologico.
Si usa anche di recente nel dolore acuto malgrado la sua cinetica non favorevole, sfruttando in questo caso le formulazioni iniettabili, specie quando vi è una componente nel dolore di tipo neuropatico o vi è una tolleranza ad altri oppioidi come la morfina o fentanil. Ciò specie di fronte a casi difficili di dolore intrattabile; usando la via endovena o la pompa elastomerica (PCA).
Questo è però un approccio rischioso per l'alto rischio di accumulo del farmaco nei compartimenti extracellulari.
Si è anche usato per via epidurale nel dolore acuto postoperatorio con buoni risultati, con infusioni continue o intermittenti ad intervalli di "solo 8 ore".
In sintesi, il metadone è un potente agonista oppiaceo con un profilo farmacocinetico che permette una somministrazione orale una volta o due volte al giorno. Ha anche attività antagonista sul recettore NMDA, utile per la sua attività analgesica, soprattutto negli stati di dolore neuropatico.
A causa della limitata tolleranza crociata con gli altri oppiacei, può essere di molto utile
nella gestione degli stati dolore nocicettivo di pazienti diventati tolleranti ad altri oppioidi di più frequente uso, come la morfina o il fentanil (rotazione degli oppioidi).

### Interazioni
I farmaci che acidificano le urine o le alcalinizzano possono avere un effetto importante sulla farmacocinetica del metadone in quanto l'eliminazione corporea (clearance) a pH acido è maggiore; mentre questa diminuisce a pH urinario alcalino.
Molti farmaci andrebbero assunti sotto stretta sorveglianza se si consuma succo di pompelmo, tra questi vi è anche il metadone.

#### Antibatterici
I sintomi da astinenza sono stati segnalati in pazienti sottoposti a metadone, quando hanno usato la rifampicina che è un potente induttore enzimatico.
Invece, con l'uso contemporaneo di ciprofloxacina, che inibisce i citocromi: CYP1A2 e CYP3A4, si hanno segni di tossicità da metadone; con casi di torsione di punta.

#### Antidepressivi
Gli SSRI come fluoxetina e fluvoxamina e non solo, possono potenziare gli effetti di alcuni analgesici oppioidi; tali interazioni possono determinare la tossicità da metadone quando usati in contemporanea.

#### Antiepilettici
Sono stati riportati casi di sindrome da astinenza conseguenti all'uso contemporaneo di metadone e antiepilettici quali la carbamazepina, il fenobarbital e la fenitoina.

#### Antimicotici
L'uso del metadone con il fluconazolo è causa dell'aumento delle concentrazioni sieriche di metadone, anche se non sembra necessario fare un aggiustamento della posologia.

#### Antivirali
Il metadone aumenta forse le concentrazioni plasmatiche di zidovudina. Vi è una limitata evidence che nelfinavir o ritonavir può ridurre le concentrazioni plasmatiche di metadone.Indinavir e saquinavir non hanno avuto alcun effetto sulle concentrazioni plasmatiche di metadone.
Lopinavir-ritonavir insieme possono ridurre le concentrazioni di metadone e determinare torsione di punta.
Nevirapina è stata segnalata come capace di ridurre le concentrazioni plasmatiche di metadone con sintomi di astinenza manifesti quando viene somministrata a pazienti insieme al metadone. Un'interazione simile può esserci quando l'efavirenz è viene assunto insieme al metadone.

#### Altre interazioni
Altre interazioni degne di nota sono documentate tra il metadone e i seguenti farmaci:
Atracurio, Baclofen, Buprenorfina, Desflurano, Duloxetina, Etomidate, Isoflurano, Ketamina,Linezolid, Mepiramina, Metoclopramide, Procainamide, Propofol, Rocuronio,Trifluoperazina, Amiodarone, Astemizolo, Desipramina, Droperidolo, Gatifloxacina e Rifabutina.

## Utilizzo clinico

### Indicazioni approvate
Le indicazioni approvate (in label) secondo il foglietto illustrativo, del 01/04/2006, sono:
Sindromi dolorose di entità severa in pazienti che non rispondono più a un trattamento sequenziale con farmaci analgesici, antinfiammatori non steroidei, oppioidi deboli.
Trattamento di disassuefazione da narcotico-stupefacenti. Il trattamento disintossicante e il trattamento di mantenimento devono essere seguiti sotto controllo medico. Se il metadone viene somministrato per il trattamento dell´eroino-dipendenza per più di tre settimane, il procedimento passa dal trattamento della sindrome acuta d´astinenza alla terapia di mantenimento.
Sebbene il metadone generi dipendenza, esso è utilizzato come terapia contro le sindromi d'astinenza da eroina e come terapia a mantenimento per i seguenti motivi:
- Concentrazione nell'arco della giornata quasi costante, basta una somministrazione al giorno.
- La somministrazione orale non ha gli effetti euforizzanti della somministrazione in endovena.

L'uso come analgesico nelle sindromi dolorose di natura oncologica e non, è supportato da una notevole letteratura, e tra questi lavori, vi sono anche studi sulle gravi sindromi dolorose della schiena o
Low Back Pain (LBP).

### Indicazioni non approvate
Il metadone viene usato in due indicazioni non approvate (Off-label) dalle autorità regolatorie; la prima come anti-tosse e la seconda, ancora sperimentale, come anti-leucemico.

#### Antitussivo
Il metadone sotto forma di sciroppo ad una concentrazione pari a circa un terzo della concentrazione di metadone liquido utilizzato per la tossicodipendenza da oppiacei, è usato nei paesi ove è reperibile, come uno sciroppo per i violenti accessi di tosse nei malati oncologici. Alcuni studi hanno dimostrato che gli antitussigeni stupefacenti sono utili nella tosse improduttiva; secondo altri studi ciò è discutibile o di nessun beneficio.

##### Altri oppiacei antitosse
Altri oppiacei naturali e semi-sintetici con effetti antitosse sono:
- codeina,
- etilmorfina,
- diidrocodeina,
- benzilmorfina,
- laudano,
- diidroisocodeina,
- nicocodeina,
- nicodicodeina,
- idrocodone,
- idromorfone,
- acetildiidrocodeina,
- tebacon,
- diamorfina (eroina),
- acetilmorfone,
- noscapine,
- folcodina e
- altri.

Tra gli antitussigeni sintetici vi sono: il dimemotorfano e il destrometorfano e il gruppo dei nelmorfinani, il tipepidina derivata dal tiambutene, e altri farmaci derivati dal metadone, come il levometadone, il normetadone e il levopropossifene.

#### Trattamento della leucemia
Ricercatori tedeschi hanno scoperto che il metadone è anche, sorprendentemente, un antileucemico per forme resistenti di leucemia. Infatti, uno studio, pubblicato il 1º agosto 2008 su un numero di Cancer Research, una rivista della American Association for Cancer Research, suggerisce che il metadone sia una promettente nuova terapia per la leucemia, in particolare in pazienti che non rispondono alla chemioterapia e alla radioterapia. Due altri studi successivi, suggeriscono un'attività citotossica del metadone potenzialmente utile in questa ed altre indicazioni.

### Controindicazioni
Il metadone è gravato da numerose e importanti controindicazioni che ne sconsigliano l'uso in molti tipi di pazienti diversi.
- Attacco asmatico acuto.
- Broncopneumopatia cronica ostruttiva.
- Cardiopatie organiche.
- Cuore polmonare.
- Diabete non compensato.
- Epato e nefropatia.
- Insufficienza respiratoria.
- Ipersensibilità al composto e ai suoi eccipienti.
- Ipertensione intracranica.
- Ipotensione.
- Ipovolemia.
- Porfiria.
- Stipsi grave.
- Traumi cranioencefalici.

Il metadone non è raccomandato nei bambini, per la scarsa documentazione esistente.

### Dosi terapeutiche

#### Analgesia

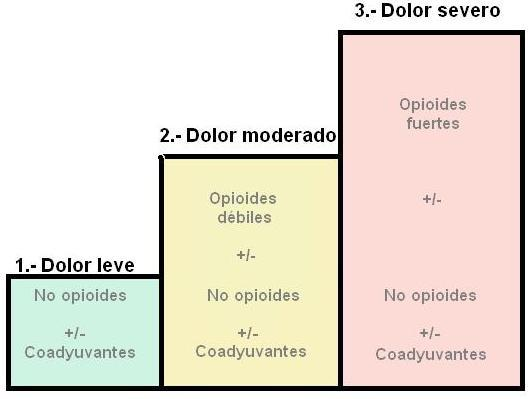
Il metadone è un analgesico di III livello (forte) nella scala analgesica dell'OMS, perché non ha effetto tetto

La dose di metadone cloridrato utilizzata nel trattamento del dolore oncologico o cronico incoercibile va da 2,5 a 10 mg somministrato con intervalli di 3-8 ore a seconda dell'intensità del dolore.
Comunemente e inizialmente, il range posologico va 5 a 10 mg ogni 6 a 8 ore regolando il dosaggio del farmaco in base alla risposta.
Per evitare il rischio di accumulo e di sovradosaggio si raccomanda nell'uso prolungato di metadone di non somministrarlo più di due volte al giorno. Può essere somministrato per via orale o per iniezione sottocutanea o intramuscolare. Quando la via parenterale è richiesta, nei pazienti disfagici la via intramuscolare è preferita alla sottocutanea.

#### Rotazione degli oppioidi
Nei pazienti con dolore a cronico presente da molto tempo a volte è necessario eseguire la cosiddetta rotazione degli oppioidi.
Si intende con essa il passaggio da un oppioide ad un altro, di solito, ad intervalli di circa un paio di settimane e, più comunemente, diversi mesi. La rotazione degli oppioidi è utile, perché il passaggio ad un altro oppioide permette di mantenere basse le dosi, e con ciò meno effetti collaterali, per ottenere l'effetto desiderato.
Quando con il nuovo oppioide, usato in sostituzione del primo, sono necessarie dosi più elevate può crescere la tolleranza e la tossicità in relazione all'aumentare gli effetti analgesici. Allora è il momento ruotare di nuovo verso un altro oppioide. Tale rotazione degli oppioidi è una pratica standard per la gestione di pazienti con problemi di sviluppo di tolleranza. Di solito, quando si fa la rotazione degli oppioidi, non si può scendere ad una dose corrispondente a quella iniziale, perché c'è una tolleranza crociata, che occorre superare con dosi più alte del nuovo oppioide.
Tuttavia, il metadone ha una più bassa tolleranza crociata, quando si passa ad esso da altri oppioidi, rispetto agli altri oppiacei. Questo permette che il metadone può essere iniziato con una dose bassa, e il tempo per il passaggio ad un successivo oppioide è più lungo.
Inoltre, secondo quanto riportato da molti pazienti con dolore, il metadone offre meno sedazione a dosaggio equivalente con altri oppioidi, rendendolo per questo motivo preferibile ad essi. L'uso del metadone è vantaggioso per questo motivo essendo la sedazione una seria complicanza della terapia con oppioidi nel dolore da cancro e nel dolore cronico incoercibile.

##### Rotazione morfina vs metadone
Per il calcolo delle dosi equivalenti si fa riferimento a tabelle simili a quella riportata. La rotazione di ogni oppioide che va sostituito con il metadone va effettuata in due tappe, prima l'oppioide da sostituire deve essere equiparato al dosaggio equivalente di morfina OS; quindi il dosaggio equivalente di morfina ottenuto va equiparato al rispettivo dosaggio equivalente di metadone secondo le opportune tavole di conversione (vedi dopo).
Per esempio: Fentanil TDS → Morfina OS → Metadone OS
| Dose di morfina       | Ratio di conversione a metadone         |
| --------------------- | --------------------------------------- |
| <100 mg/24 h          | 1: 3 1 mg metadone ogni 3 mg di morfina |
| 101– 300 mg/24 h      | 1: 5                                    |
| 301– 600 mg/24 h      | 1: 10                                   |
| 601– 800 mg/24 h      | 1: 12                                   |
| 801 - 1-1,000 mg/24 h | 1: 15                                   |
| > 1.000 mg/24 h       | 1: 20                                   |

#### Sovradosaggio
Gli effetti tossici del sovradosaggio da metadone possono essere trattati con naloxone.
Nonostante la maggior durata d'azione nel tempo del metadone, il naloxone è preferito, con la necessità di dosi ripetute di naloxone nella terapia del trattamento dell'overdose.
Il naltrexone ha una emivita più lunga ma è più difficile da titolare. Se una dose eccessiva di antagonista degli oppioidi viene somministrata ad un paziente dipendente, il risultato sarà una crisi d'astinenza anche grave.
Quando, invece, si usa il naloxone, esso viene prontamente eliminato e la eventuale crisi d'astinenza dura poco; al contrario le dosi di naltrexone richiedono più tempo per essere eliminato dal paziente.
Il problema dell'overdose da metadone consiste nell'azione fugace del naloxone che una volta terminata costringe a pronte somministrazioni di ulteriori dosi per evitare gli effetti di sovradosaggio subentranti, che sono in funzione dei dosaggi di metadone ingerito.

## Effetti collaterali
Gli effetti collaterali più gravi sono: depressione respiratoria e in minor misura da depressione circolatoria, arresto respiratorio, shock ed arresto cardiaco. Raramente casi di prolungamento dell´intervallo QT e casi di torsione di punta.
Gli effetti collaterali più frequenti sono: senso di vuoto alla testa, vertigine, sedazione, nausea, vomito, sudorazione e ipotensione ortostatica.
Altre reazioni avverse sono:
- Sul sistema nervoso centrale: euforia, disforia, debolezza, cefalea, insonnia, agitazione, disorientamento e disturbi visivi.
- Sull'apparato gastroenterico: bocca secca, anoressia, stipsi e spasmo delle vie biliari. Apparato cardiovascolare: rossore al viso, bradicardia, palpitazioni, svenimento e sincope.
- Sull'apparato genito-urinario: ritenzione urinaria o difficoltà alla minzione, effetto antidiuretico e ridotta libido e/o impotenza sessuale.
- Manifestazioni allergiche: prurito, orticaria, altre reazioni cutanee, edema e raramente orticaria vasculitica.

Il glicerolo presente nella composizione può determinare: mal di testa, disturbi di stomaco e diarrea.
Il sodio benzoato può determinare: irritazione delle mucose. Inoltre, può aumentare il rischio di itterizia nel neonato.
Un edema polmonare di tipo ritardato può insorgere a seguito della somministrazione in vena del metadone, esso agisce attraverso meccanismi di tipo centrale che modificano la permeabilità capillare polmonare.
Sono diversi gli agenti tossici che indirettamente possono indurre un'attivazione metabolica con interessamento della cellule della teca e della granulosa ovarica tra questi l'eroina e il metadone che hanno un effetto attivante l'asse ipotalamo-ipofisi. Inoltre, il metadone è sospettato di indurre una tossicità nelle prime fasi dello sviluppo per trasmissione parentale attraverso la placenta.
La sindrome di astinenza neonatale si verifica tra i 30 e il 90% dei neonati esposti in utero all'eroina o al metadone. I sintomi dell'astinenza neonatale sono più frequenti se la dose di metadone quotidiana assunta dalla madre supera i 20 mg. La maggior parte dei neonati avranno sintomi da sospensione brusca e diventano sintomatici 48 ore dopo il parto, ma si segnalano anche crisi di astinenza nei neonati che iniziano a distanza 7-14 giorni dopo il parto. In questi casi l'allattamento al seno è protettivo nei confronti della sindrome da astinenza del neonato.
Molti studi suggeriscono che donne, che fanno terapia di mantenimento con metadone, durante la gravidanza, avranno un aumento di peso del feto e una gestazione più lunga. Pur presentando i neonati un peso alla nascita e una circonferenza cranica inferiore. Mentre non si rileva alcun aumento dei difetti congeniti nella prole delle donne che consumano in gravidanza metadone. L'uso in gravidanza nelle donne che intendono sospendere l'assunzione di eroina, è possibile, purché ciò sia fatto sotto stretto controllo medico. Il farmaco può essere usato fino alla fine della gravidanza con dosaggi stabili.
L'eventuale sospensione del trattamento va effettuato sotto stretto controllo di medici specialisti e non andrebbe mai fatto prima della XIV settimana di gestazione e non dopo la XXXII, per evitare il rischio di aborto e di parto pretermine, rispettivamente. Il farmaco non può essere usato durante il travaglio di parto.
Il medicinale contiene saccarosio: 1 ml di sciroppo contiene 0.4 g di zucchero. Questo va tenuto presente nei soggetti diabetici compensati.
La massima dose giornaliera comporta l'assunzione di 48 g di zucchero; è quindi sconsigliato per i pazienti che soffrono di intolleranza ereditaria al fruttosio, di disturbi nell'assorbimento degli zuccheri: glucosio e galattosio, o di mancanza degli enzimi: sucrasi e isomaltasi, necessari alla digestione degli zuccheri.

## Dipendenza
Il metadone cloridrato è usato come parte del trattamento della dipendenza da oppiacei, anche se con l'uso prolungato di metadone si può determinare dipendenza.
Nel trattamento dell'astinenza da oppioidi, o nella detossificazione da questi, il metadone è somministrato inizialmente in dosi sufficienti a sopprimere i sintomi di astinenza. Scopo di queste terapie è quello di garantire un'accettabile vita sociale e lavorativa dei tossicodipendenti evitando anche così fenomeni criminali legati alla ricerca della dose quotidiana di stupefacente.
Una miscela contenente 1 mg/ml di metadone cloridrato viene comunemente utilizzata per le persone dipendenti da oppiacei.
Una dose giornaliera da 10 a 20 mg di metadone cloridrato per via orale può essere somministrata inizialmente e, se necessario, aumentata da 10 a 20 mg al giorno fino a quando non si manifestano segni di crisi di astinenza o di intossicazione.
Dopo la stabilizzazione, che spesso è raggiunta con una dose giornaliera di 40 a 60 mg, la dose di metadone va gradualmente diminuita fino al raggiungimento della sospensione totale.
Dosi simili possono anche essere somministrate per iniezione sottocutanea o intramuscolare. Alcuni schemi di trattamento per la dipendenza da oppiacei possono anche prevedere una terapia di mantenimento con metadone molto prolungata nel tempo, regolata sulle esigenze personali dell'individuo con una dose giornaliera. Sono stati riportati casi di soggetti trattati con 120 mg o più al giorno.
In Italia una serie di regolamenti di polizia sanitaria e norme giuridiche regolamentano la distribuzione ed assunzione della terapia sostitutiva nelle tossicodipendenze con il metadone; la somministrazione del metadone avviene in strutture chiamate SERT.